# Chico Santa Rita
Francisco José de Santa Rita Behr (Palmas, 16 de setembro de 1939), mais conhecido como Chico Santa Rita, foi um jornalista e publicitário brasileiro famoso por atuar como consultor político em campanhas eleitorais. Anteriormente foi jornalista da Rede Globo, trabalhando como editor chefe do Jornal Hoje.

## Biografia
Francisco Santa Rita nasceu na cidade de Palmas em 1939. Começou a sua carreira profissional no Banco do Brasil na cidade paulista de Santos, para onde se mudou. Na época, já tinha interesse pelo jornalismo, embora nunca tivesse trabalhado na área.
A sua 1ª oportunidade surgiu por acaso em 1963, quando inscreveu uma peça de sua autoria num concurso da prefeitura de São Paulo e foi premiado. Entrevistado pelo jornal A Tribuna para uma matéria sobre a premiação, acabou conhecendo o diretor de redação do jornal, que lhe convidou a trabalhar naquela empresa. Passou 6 meses como redator e editor do caderno de política antes de se transferir para o Jornal da Tarde como editor do caderno de variedades.
Posteriormente, em 1968, foi para a Editora Abril, inicialmente para trabalhar na revista Realidade. Entre idas e vindas, passou 10 anos na Editora Abril trabalhando em várias revistas a exemplos da Revista Escola e da revista Nova e depois como publicitário, dirigindo o departamento de criação e produção responsável por propagandas da editora.
Em seguida, foi trabalhar na Rede Globo como editor-chefe do Jornal Hoje e Jornal da Globo.

### Marketing político
Chico começou a trabalhar com marketing politico em plena ditadura militar, comandando a vitoriosa campanha de Noel de Carvalho à prefeitura de Resende. Mais tarde, veio a trabalhar também com o ex-governador Orestes Quércia – falecido em dezembro de 2010.
Em 1989, trabalhou no segundo turno para o ex-presidente Fernando Collor, que seria destituído em 1992. Já em 1993, trabalhou no plebiscito em campanha pelo presidencialismo e pela República com ampla vitória. Após 12 anos, em 2005, volta para realizar a campanha contra o referendo do desarmamento, que saía de um péssimo resultado para ampla vitória. Foi presidente da PROPEG-CP.

### Candidatura
Em 2010, candidatou-se a deputado federal por São Paulo pelo PV e recebeu 9.873 votos (0,05% dos válidos). 

## Livros publicados
- Batalhas Eleitorais (2002)
- Novas Batalhas Eleitorais (2008)
- Batalha Final (2014)
- Batalhas Eleitorais. 25 Anos de Marketing Político (2014)
- De Como Aécio & Marina Ajudaram a Eleger Dilma (2015)